# 野深水三鰭䲁
野深水三鰭䲁（學名：Forsterygion lapillum），為輻鰭魚綱䲁形目三鰭䲁科深水三鰭䲁屬的一個種，1977年，埃里克·奧斯瓦爾德·斯科特（Eric Oswald Scott）在塔斯馬尼亞對該物種進行描述，分布於西南太平洋紐西蘭海域，深度0至20公尺，本魚呈圓柱狀，頭短鈍，眼眶上具有觸鬚，第二背鰭前端與側線之間鱗列5-6列，側線管狹窄，前後開口呈W形，在非繁殖季節，雌雄魚通常都有淺棕色斑點和白色腹部，但雌魚和年輕雄魚的腹部可能有縱向的黑色條紋，越往紐西蘭南部地區的魚顏色往往較深，繁殖期雄魚身體會變成完全黑色，臀鰭上會出現淡藍色條紋，背鰭3個，背鰭硬棘24-31枚、背鰭軟條11-14枚、臀鰭硬棘2枚、臀鰭軟條23-27枚，體長可達3.7公分，壽命可達3年，棲息在沿海礫石底質海域及潮間帶，以片腳類、介形蟲、帽貝和多毛類為食，雌魚產附著性卵在藻類築的巢，雄魚會守護卵，幼魚為浮游性，生活習性不明。

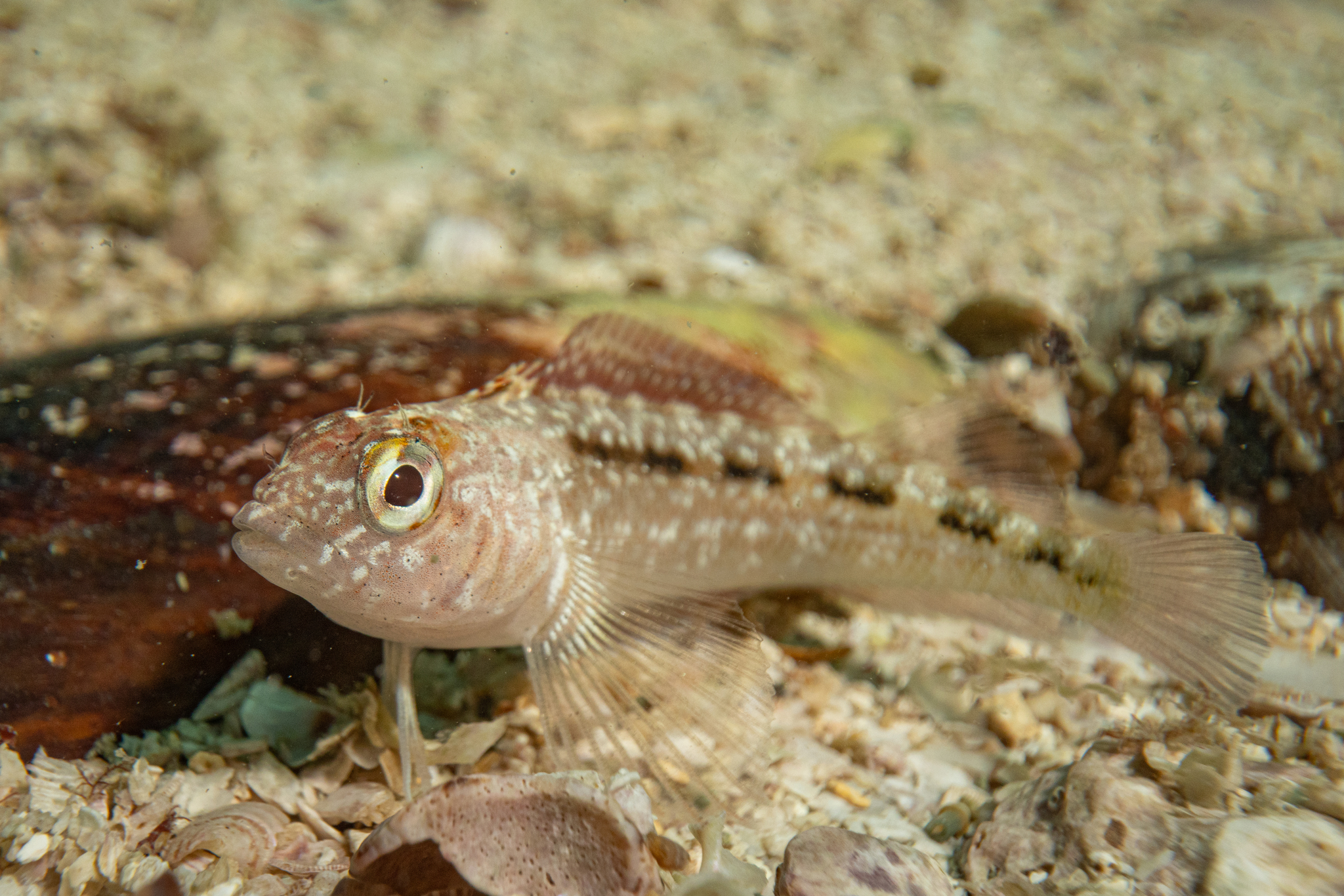
一尾在沙石底質海床的野深水三鰭䲁